# Badminton v Česku
Badminton v Česku je organizován Českým badmintonovým svazem.
Mezi nejvýznamnější soutěže každoročně patří Mezinárodní Mistrovství České republiky, Mistrovství České republiky jednotlivců a Mistrovství České republiky smíšených družstev.

## Historie

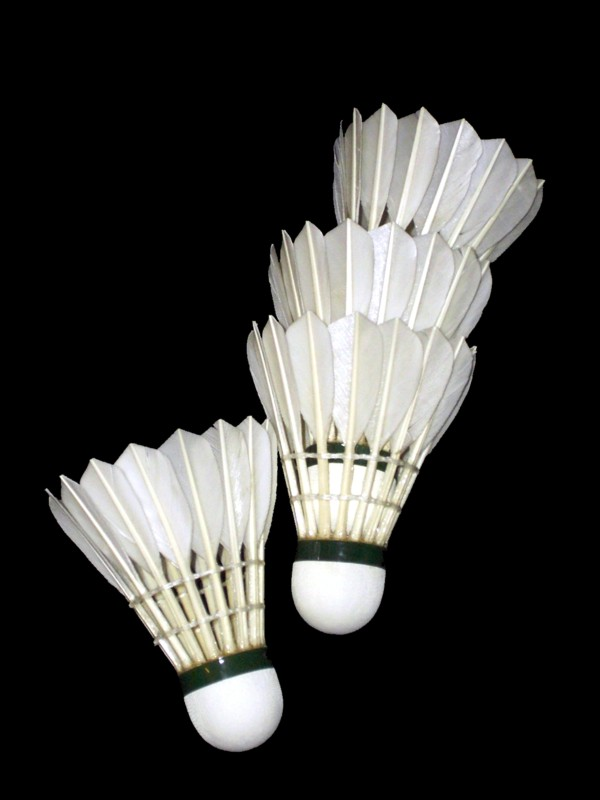
Míček z husích brk

- 1957 – uskutečnil se první neoficiální turnaj v tehdejší ČSR
- 1958 – 26. – 27. 1. byl uspořádán první oficiální turnaj – v hale TJ Dynamo Žižkov se hrál přebor Prahy.
- 1961 – první neoficiální Mistrovství ČSSR dospělých
- 1965 – první oficiální Mistrovství ČSSR dospělých
- 1964 – vzniká při tehdejším ÚV ČSTV samostatná sekce badmintonu, v témže roce se Československo stává členem Mezinárodní badmintonové federace a konečně se v tomto roce koná i první ročník I. ligy smíšených družstev
- 1971 – v tehdejším Gottwaldově bylo uspořádáno Mistrovství Evropy juniorů
- 1993 – ukončil svou činnost Československý badmintonový svaz a jeho činnost přebral Český badmintonový svaz
- 1996 – v Praze byla uspořádána kontinentální kvalifikace na Thomas a Uber Cup
- 2005 – v Brně se konal Polonia Cup (Mistrovství Evropy juniorů do 17 let)
- 2007 – je založena Vaše liga, která se později stal největší neoficiální ligou v ČR
- 2008 – český badminton oslavil 50. let

## Úspěchy
- 1970 – Petr Lacina obsadil 5. místo na Mistrovství Evropy jednotlivců
- 1973 – české reprezentační družstvo zvítězilo na Helvetia Cupu (Mistrovství Evropy "B")
- 1975 – Michal Malý obsadil 5. místo na Mistrovství Evropy juniorů
- 1992 – Tomasz Mendrek a Eva Lacinová postoupily na Letní olympijské hry 1992 do Barcelony
- 1997 – české juniorské družstvo se umísťuje na 2. místě na Polonia Cupu (Mistrovství Evropy juniorů do 17 let)
- 1998 – Jan Fröhlich se umístil na 9. místě na Mistrovství světa juniorů
- 2005 – Pavla Janošová a Kristína Ludíková získaly bronzovou medaili na Mistrovství Evropy juniorů
- 2007 – Kristína Ludíková se stala juniorskou mistryní Evropy
- 2008 – Petr Koukal a Kristína Ludíková postoupili na Olympijské hry 2008 do Pekingu
- 2024 – Čtyři čeští badmintonisté se kvalifikovali na Olympijské hry do Paříže [1]

## Turnaje dle hierarchie
- Mezinárodní mistrovství ČR
- Mistrovství ČR
- Turnaj GP A
- Turnaj GP B
- Krajské přebory
- Turnaj GP C
- Turnaje GP D